# (37725) 1996 TA35
1996 TA35 (asteroide 37725) é um asteroide da cintura principal. Possui uma excentricidade de 0.18330430 e uma inclinação de 4.78524º.
Este asteroide foi descoberto no dia 11 de outubro de 1996 por Spacewatch em Kitt Peak.